# La Cinquième Modernisation

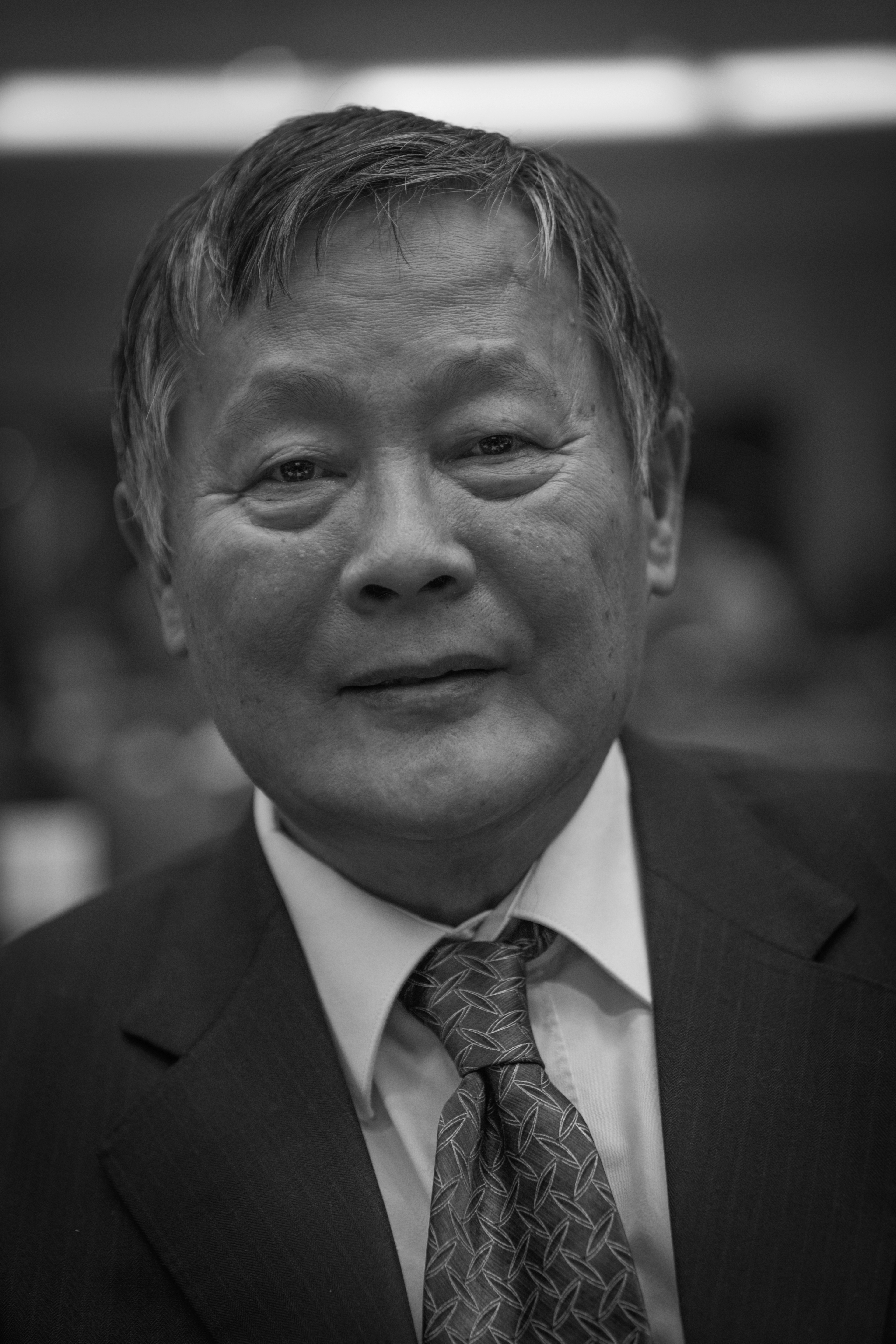
Wei Jingsheng, auteur de La Cinquième Modernisation, en 2013

La Cinquième Modernisation (chinois simplifié : 第五个现代化 ; chinois traditionnel : 第五個現代化 ; pinyin : dì wǔ gè xiàn dài huà ; cantonais Jyutping : dai6 ng5 go3 jin6 doi6 faa3) est le nom d'une affiche murale (dazibao) placée et signée par Wei Jingsheng le 5 décembre 1978 sur le mur de la Démocratie à Pékin. C'était la première affiche qui recommandait ouvertement de plus amples libertés individuelles. Cela a frappé les esprits suggérant que la liberté, la démocratie était la seule « modernisation » qui avait vraiment de l'importance, plutôt que l'amélioration matérielle de la qualité de vie. L'affiche était une réponse à la campagne du gouvernement de la république populaire de Chine des Quatre Modernisations qui incluaient industrie, agriculture, science et technologie et défense nationale.